# Żeglarstwo na Letnich Igrzyskach Paraolimpijskich 2012
Żeglarstwo na Letnich Igrzyskach Paraolimpijskich 2012 w Londynie rozgrywane było między 1 – 6 września, na akwenie Weymouth and Portland National Sailing Academy.

## Kwalifikacje
Do zawodów zakwalifikowało się 80 zawodników i zawodniczek.
| 2.4mR | SKUD18 | Sonar |
| --- | --- | --- |
| Argentyna · Australia · Kanada · Dania · Finlandia · Francja · Niemcy · Wielka Brytania · Grecja · Włochy · Holandia · Nowa Zelandia · Norwegia · Portoryko · Hiszpania · Stany Zjednoczone | Australia · Brazylia · Kanada · Wielka Brytania · Izrael · Włochy · Malezja · Nowa Zelandia · Singapur · Hiszpania · Stany Zjednoczone | Australia · Austria · Kanada · Francja · Niemcy · Wielka Brytania · Grecja · Irlandia · Izrael · Włochy · Japonia · Holandia · Norwegia · Stany Zjednoczone |

## Medaliści
| Konkurencja        | Złoto                                                       | Srebro                                                   | Brąz                                                                      |
| 2.4mR (szczegóły)  | Helena Lucas                                                | Heiko Kroger                                             | Thierry Schmitter                                                         |
| SKUD18 (szczegóły) | Australia · Daniel Fitzgibbon · Liesl Tesch                 | Stany Zjednoczone · Jean-Paul Creignou · Jennifer French | Wielka Brytania · Niki Birrell · Alexandra Rickham                        |
| Sonar (szczegóły)  | Holandia · Udo Hessels · Mischa Rossen · Marcel van de Veen | Niemcy · Jens Kroker · Siegmund Mainka · Robert Prem     | Norwegia · Per Eugen Kristiansen · Marie Solberg · Aleksander Wang-Hansen |

## Tabela medalowa
| Miejsce | Państwo           | Złoto | Srebro | Brąz | Razem |
| ------- | ----------------- | ----- | ------ | ---- | ----- |
| 1.      | Holandia          | 1     | 0      | 1    | 2     |
| 1.      | Wielka Brytania   | 1     | 0      | 1    | 2     |
| 3.      | Australia         | 1     | 0      | 0    | 1     |
| 4.      | Niemcy            | 0     | 2      | 0    | 2     |
| 5.      | Stany Zjednoczone | 0     | 1      | 0    | 1     |
| 6.      | Norwegia          | 0     | 0      | 1    | 1     |